# آصلی بکیراوغلو
آصلی بکیراوغلو (انگلیسی: Aslı Bekiroğlu؛ زادهٔ ۱۶ نوامبر ۱۹۹۵) بازیگر اهل ترکیه است. وی از سال ۲۰۱۳ میلادی تاکنون مشغول فعالیت بوده‌است.